# Culture de Vinča
Pour les articles homonymes, voir Vinca.
La culture de Vinča (prononcé /vinʧa/), également connue sous le nom de culture de Turdaș ou culture de Turdaș-Vinča, est une culture archéologique du Néolithique, localisée dans les Balkans et datée de 5 500 à 3 500 ans av. J.-C. Elle doit son nom au site de Vinča-Belo brdo ou Vinča, situé à une vingtaine de kilomètres au sud-est de Belgrade, sur les bords du Danube, en Serbie,.
Cette culture archéologique, qui succède à la culture de Starčevo, est marquée par une période de prospérité démographique dans la région, grâce à une pratique plus développée de l'agriculture. On y a trouvé de nombreux villages bien organisés, des poteries, des figurines en argile anthropomorphes ou zoomorphes, et des artefacts présentant de nombreux signes qui pourraient former la plus ancienne proto-écriture connue. Les plus anciennes traces connues de métallurgie du cuivre ont été découvertes dans cette culture,,. Les outils sont cependant encore essentiellement en pierre taillée ou polie ou en os. Plus récemment on y a découvert aussi les plus anciens objets en bronze du monde. Cette civilisation est aussi peut-être à l'origine de l'écriture, on a découvert des tessons vieux de plus de 7000 ans avec une écriture dessus. 

## Historique
La culture de Vinča, dite aussi Vieille européenne, est une culture néolithique,. En 1908, une équipe d'archéologues, dirigée par Miloje Vasić, a effectué des fouilles près de Vinča, à une vingtaine de kilomètres au sud-est de Belgrade, sur les rives du Danube, qui ont permis de mettre au jour d'importants vestiges.

## Extension géographique

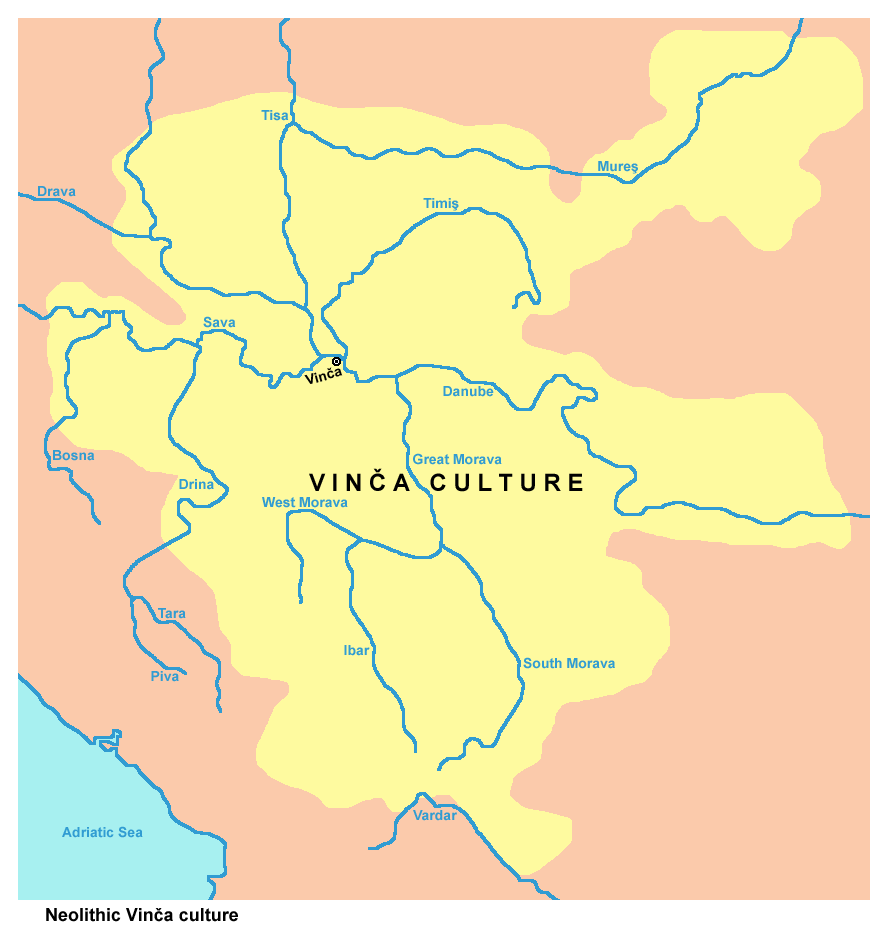
Extension géographique de la culture de Vinča.

La culture de Vinča couvre une vaste région incluant la plupart des pays et régions issus de l'ancienne Yougoslavie (Serbie, Kosovo, le Nord-Est de la Bosnie et une partie du Monténégro et de la Croatie), le Sud-Est de la Hongrie, le Nord-Ouest de la Bulgarie et une partie de la Roumanie (Banat, Transylvanie et le Sud-Ouest de l'Olténie). Dans ce pays, la culture de Vinča est nommée culture de Turdaș.  
Sur le site de Vinča proprement dit, la couche précédente date de la culture de Starčevo. D'autres sites importants en Serbie sont Divostin, Selevac et Grivac près de Kragujevac, Opovo et Potporanj près de Belgrade. En Roumanie, se trouvent les sites d'Uivar et Tărtăria.

## Chronologie
La culture de Vinča a été divisée en plusieurs sous-groupes :
- Vinča-Turdaș (5500 av. J.-C.) ;
- Vinča-Gradac (5300 av. J.-C.) : premiers objets en cuivre ;
- Vinča-Plocnik (5150 av. J.-C.) ;
- Vinča-D (4700-3500 av. J.-C.).

## Habitat

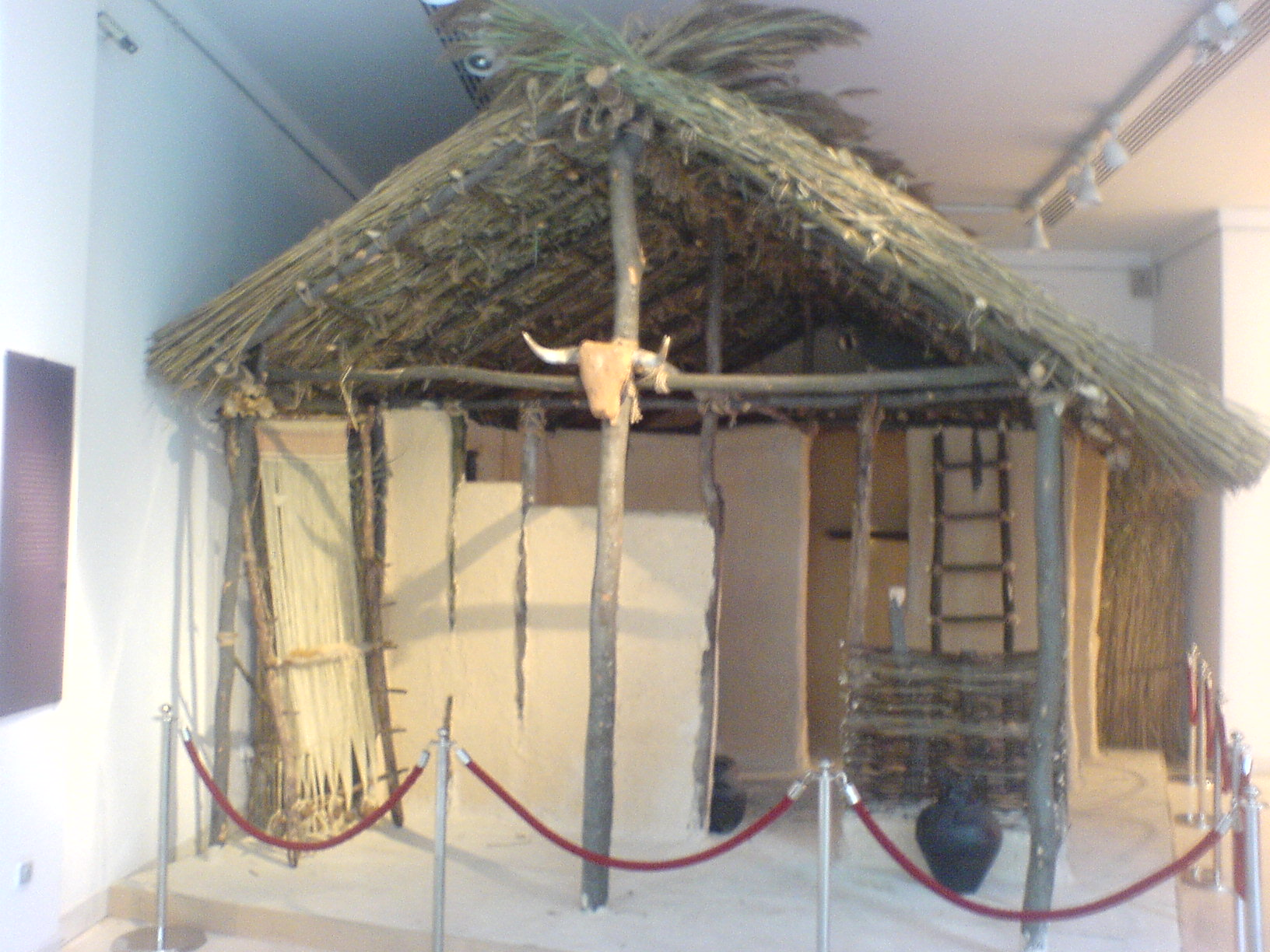
Reconstitution d'une maison

L'habitat se caractérise par des maisons quadrangulaires faites d'argile de torchis et d'enduits muraux. L'espace habité s'étend de 5 à 20 hectares sur une période de cinq à six siècles. Certaines maisons comportaient plusieurs pièces. Elles possédaient un plancher formé par des troncs d'arbres minces, un foyer et un four. Le toit devait être léger car il n'y a pas de pilier à l'intérieur des maisons pour le supporter. Les maisons étaient construites régulièrement le long de routes. On trouve beaucoup de restes de maisons qui ont été détruites par le feu. Parfois, les établissements forment des tells hauts de 3 à 12 m. Certains sont entourés d'un fossé (Uivar).

## Mode de subsistance
L'économie est fondée sur l'agriculture de l'engrain (petit épeautre), du blé, des pois, des lentilles et du lin. Les noisettes, le prunellier, les cornouilles et le chénopode blanc sont utilisés. L'élevage est centré sur les bovidés. Les moutons, les cochons, les chèvres et les chiens étaient utilisés comme animaux domestiques. Des traces sur des ossements retrouvés à Liubcova montrent que les chiens ont probablement aussi été mangés. La pêche joue toujours un rôle important dans les activités alors que la chasse est devenue secondaire. Ce sont essentiellement le cerf, l'âne sauvage, le chevreuil et le castor qui sont chassés.

## Objets
Le cinabre de la mine de Šuplja Stena sur le mont Avala a probablement déjà été utilisé car le cinabre a été retrouvé dans toutes les couches du Vinca, probablement en tant que pigment. Cependant, les artefacts trouvés dans cette mine sont plus récents et datent de la culture de Baden.
On remarque des traces de commerce de cuivre avec l'Anatolie et la Roumanie, d'obsidienne pour la fabrication d'outils avec la Slovaquie et la Hongrie (massif de Zemplén), de spondyles pour les bijoux avec la mer Égée et de silex jaune-miel, de marbres et albâtres avec les régions balkaniques.  Le nombre des importations diminue nettement vers la fin de cette époque. 
La céramique de la culture de Vinča est d'une teinte lustrée noire (rappelant les céramiques de l'Anatolie de Can Hasan et du Néolithique en Grèce). Les céramiques montrent des fonds plats, avec pieds ou sur trépied. Le décor est incisé. Les formes rassemblent des chevrons, des damiers, des spirales, des méandres, des cannelures des zigzags. De la couleur est parfois ajoutée à la pâte. Les os de bovins sont utilisés pour la fabrication de spatules et d'idoles. Des figurines en argile représentent le plus souvent des femmes debout avec de grands yeux exorbités et un visage triangulaire. Cette forme de visage se retrouve aussi sur les figurines représentant des animaux. Au Vinča récent, on trouve aussi des femmes assises.

## Signes gravés
De nombreux objets de la culture de Vinča portent des signes gravés, le plus souvent non figuratifs, comme sur la tablette de Gradešnica et le sceau de Karanovo (Bulgarie). Certains scientifiques la considèrent comme la plus ancienne écriture au monde (plus de 7000 ans). Des auteurs comme Shan Winn, Marija Gimbutas ou Marco Merlini, y voient une écriture plus ancienne que l'écriture sumérienne.